# 36 км (зупинний пункт, Донецька залізниця)
36 кіломе́тр (також 11 км) — пасажирська зупинна залізнична платформа Донецької дирекції Донецької залізниці. Розташована в селі Павлоградське, Будьоннівський район Донецька, Донецької області на лінії Ларине — Іловайськ між станціями Ларине (3 км) та Менчугове (3 км).
Через військову агресію Росії на сході України транспортне сполучення припинене, водночас Яндекс.Розклади вказує на наявність пасажирських перевезень.